# ギルバート・ステュアート
ギルバート・チャールズ・ステュアート（Gilbert Charles Stuart,1755年12月3日 - 1828年7月9日）は、現在のアメリカ合衆国ロードアイランド出身の画家。アメリカにおける最初期の肖像画家と考えられる。生涯において6人のアメリカ大統領を含む1000人以上の肖像画を描いたが、彼の最も有名な作品はジョージ・ワシントンを描いたものであり、それは19世紀から20世紀初頭の合衆国切手や現在の1ドル紙幣にも使われている。

## 生涯
現在のロードアイランド州のニューポートで育った。スコットランド生まれの画家、コズモ・アレクサンダーに絵画を学び、1771年にアレクサンダーとスコットランドに渡った。翌年、エディンバラで、アレクサンダーが没し、画家として仕事ができなくなったため、ニューポートに戻った。
アメリカ独立戦争とそれに伴う社会的混乱は、アメリカでは絵の注文を受けることが困難になったので、ジョン・シングルトン・コプリー(John Singleton Copley)らと同じように1775年にイギリスに渡った。
ロンドンでは6年間、アメリカ出身で後にロイヤル・アカデミー・オブ・アーツ(王立美術院)の会長となる、ベンジャミン・ウエストのもとで学び、1777年に王立美術院に初めて出展した。1782年に『スケーター』（ウィリアム・グラントの肖像画）を描き、ジョシュア・レノルズやトマス・ゲインズバラといった有名作家に次ぐ賞を受賞し、画家として成功した。多くの絵の注文を受けるようになったが、経済的には多くの債務を抱え、1787年にはアイルランドへ逃れ、ダブリンで画家として働くが、再び債務から逃れるために1793年にアメリカに戻った。
アメリカに戻った後、フィラデルフィアにスタジオを構え、当時のアメリカ合衆国の重要人物の肖像画を描いた。ワシントンの肖像をいくつか描き、その中には1ドル紙幣の図案のもとになったものや、ホワイトハウスの壁を飾っている1812年からの米英戦争でイギリス陸軍によって、首都ワシントンが陥落し、大統領府が焼かれた時にマディソン大統領夫人が守ったという逸話のある肖像画もある。
1803年にスタジオをワシントンに移し、1805年にはボストンに移った。生涯に千人を超える人物画を描いた。1824年に脳卒中を起こし、麻痺する体になり、痛風に苦しめられたが画家として働き続けた。72歳でボストンで没した。

## ステュアートの作品

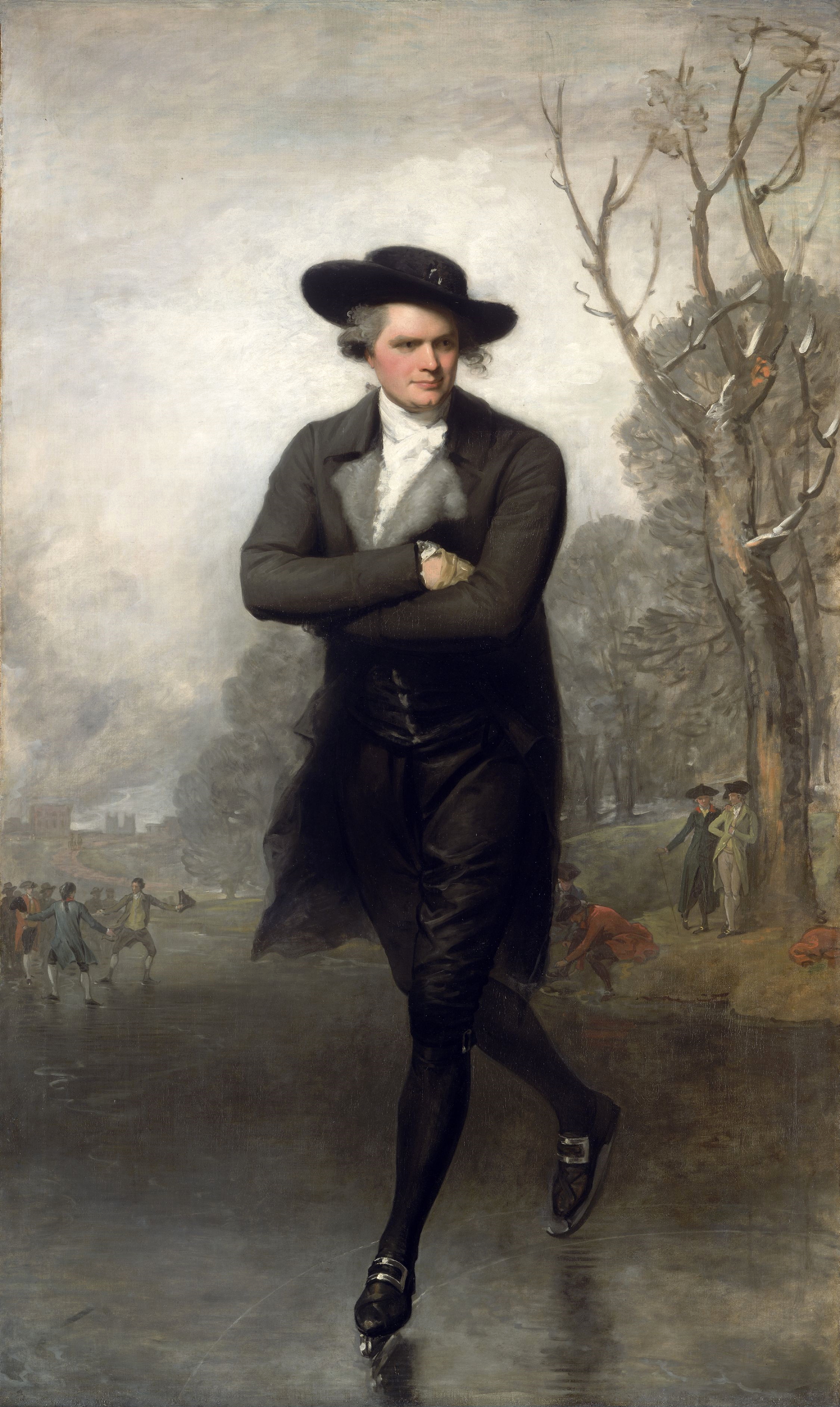
『スケーター』
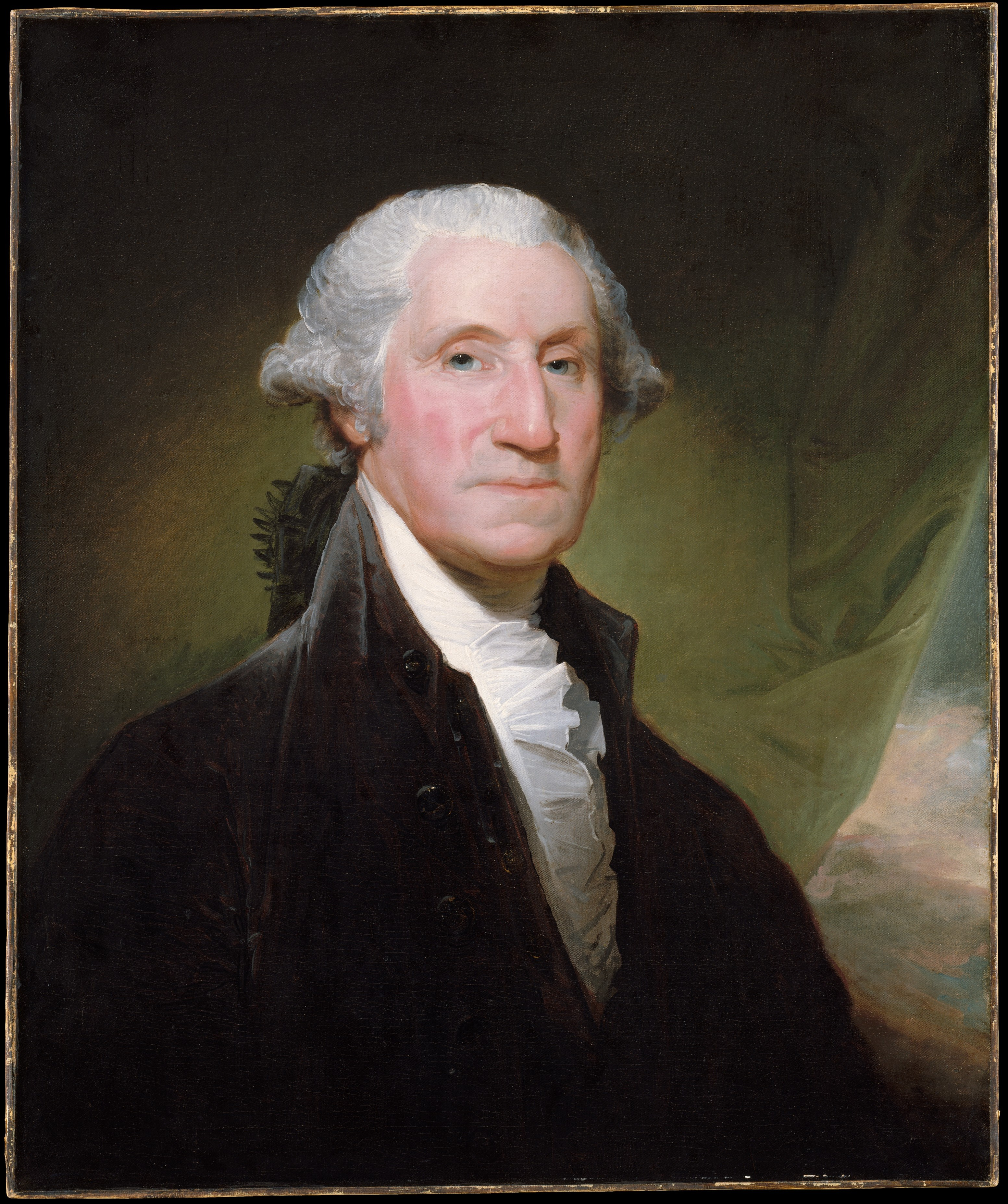
ジョージ・ワシントンの肖像（1795）
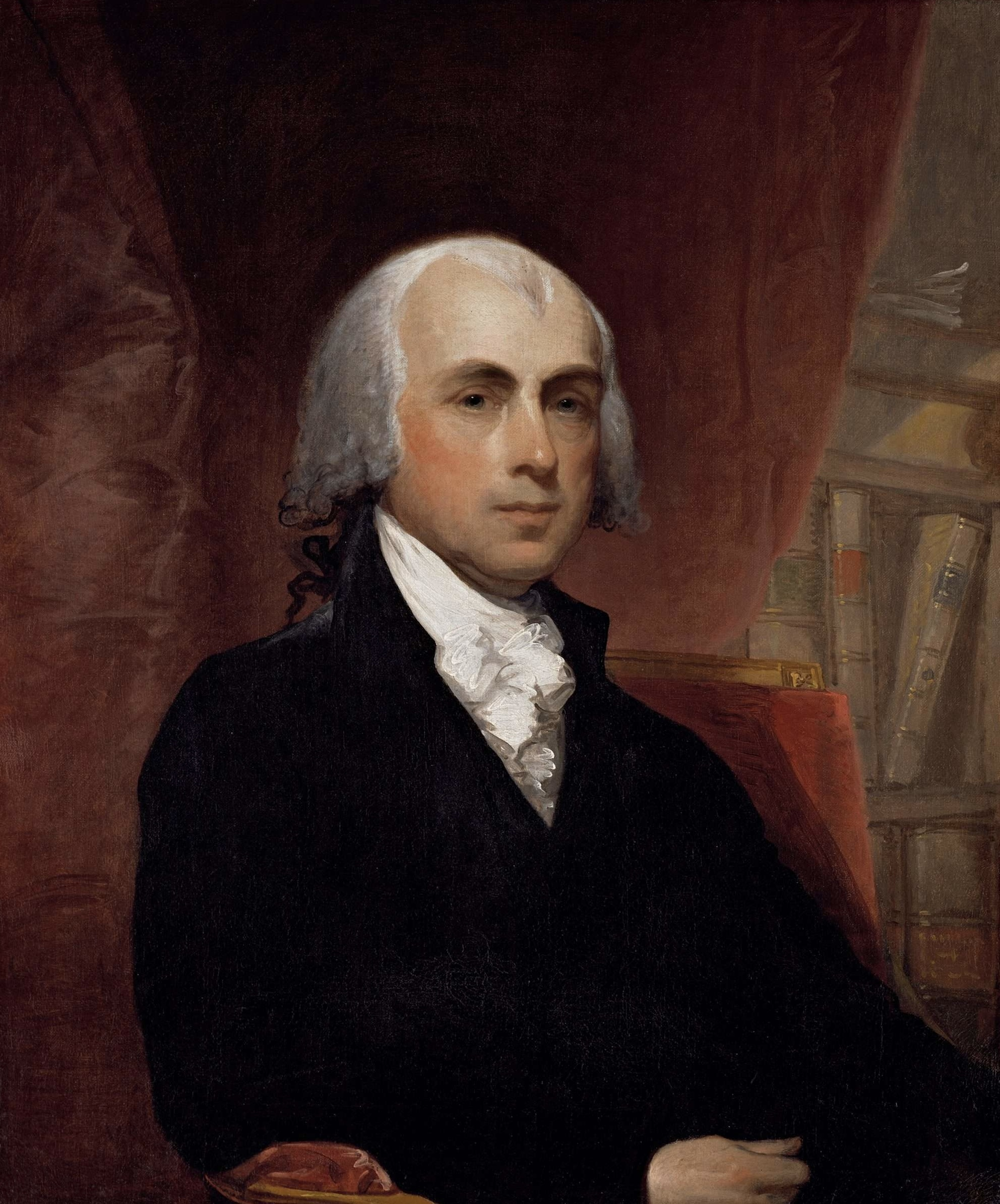
ジェームズ・マディソンの肖像（1804）
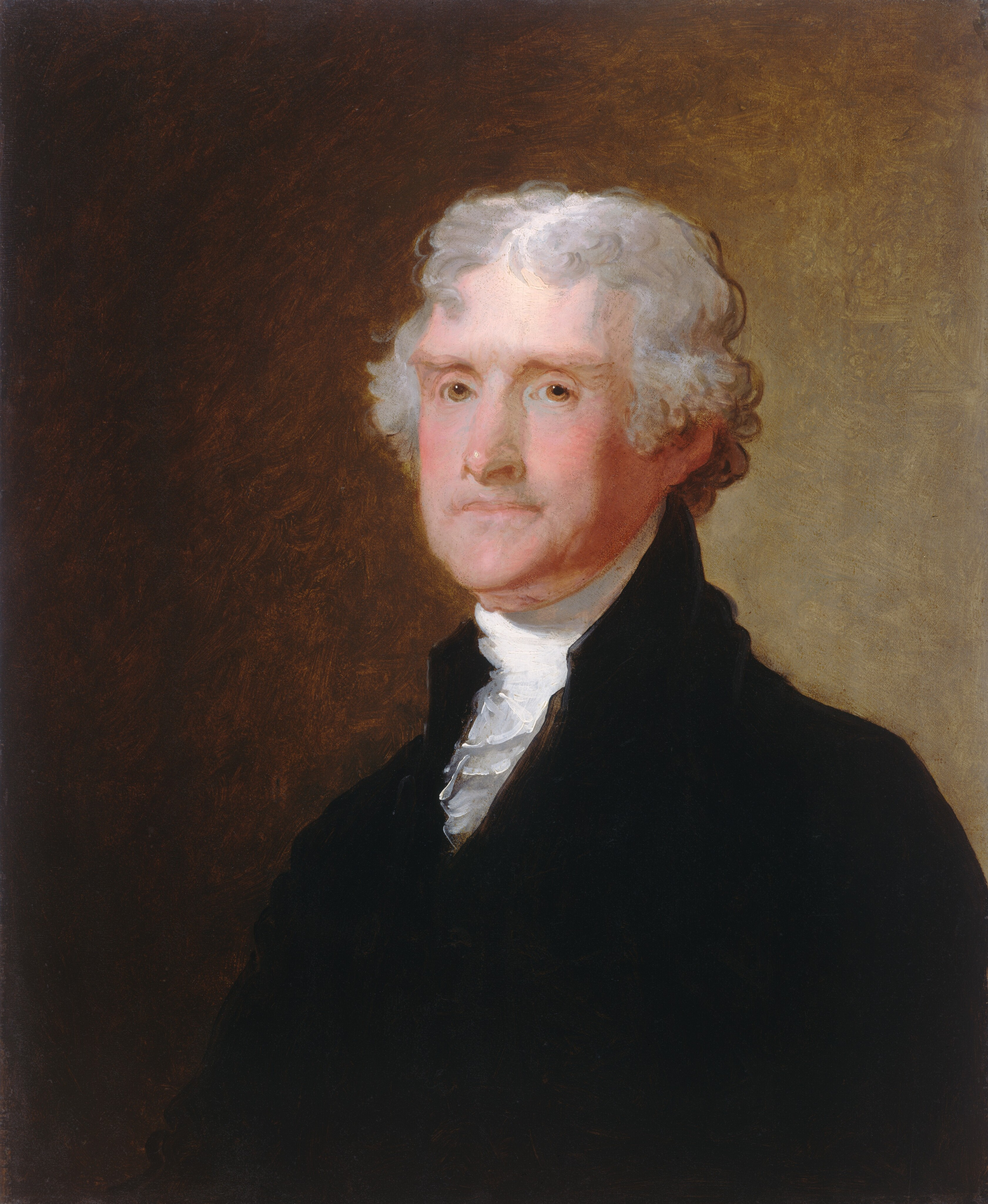
トーマス・ジェファーソンの肖像（1821）
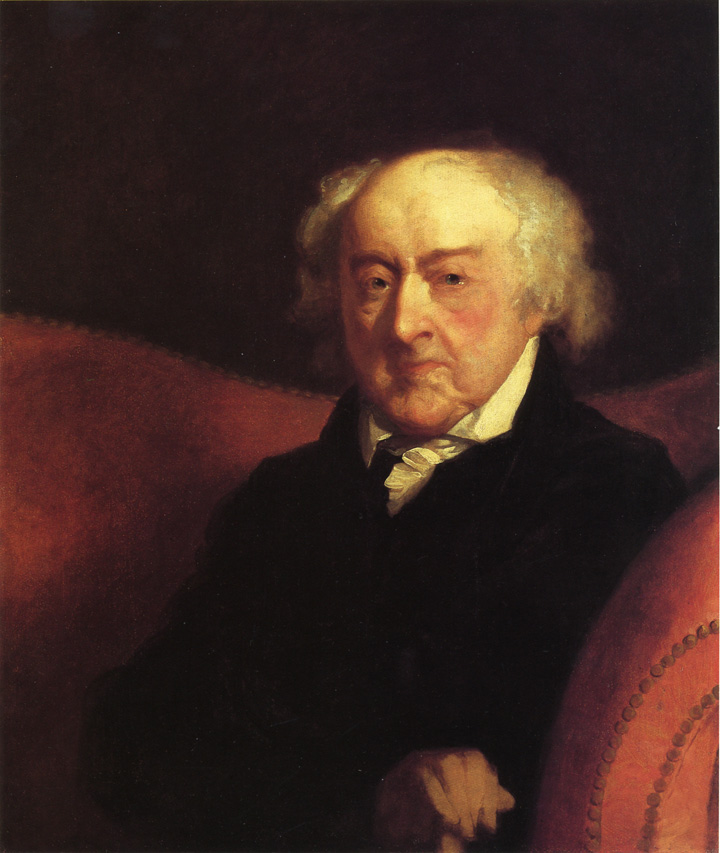
ジョン・アダムズの肖像（1823）